# 모시리역
모시리역(일본어: 茂尻駅)은 일본 홋카이도 아카비라시에 있는 홋카이도 여객철도 네무로 본선의 역이다. 역 번호는 T24이며, 섬식 승강장 1면 2선의 구조를 지닌 지상역이다.

## 역 주변
- 국도 제38호선
- 아카비라 시청 모시리 지소

## 역사
- 1918년
  - 12월 25일 : 모시리 탄광기선 시운전.
  - 12월 28일 : 국철의 화물역으로서 개업.
- 1926년 7월 15일 : 여객 · 화물의 취급을 개시.
- 1976년 2월 1일 : 화물의 취급을 폐지.
- 1982년 5월 30일 : 하물 취급을 폐지.
- 1987년 4월 1일 : 민영화에 의해, 홋카이도 여객철도로 이관.

## 인접 정차역
| 홋카이도 여객철도 네무로 본선 | 홋카이도 여객철도 네무로 본선 | 홋카이도 여객철도 네무로 본선 |
| ----------------------------- | ----------------------------- | ----------------------------- |
| T23 아카비라 다키카와 방면    | 네무로 본선                   | 히라기시 T25 신토쿠 방면      |